# Afra Design
Afra Design (estilizado como AFRA Design) é uma papelaria fundada em 2018 pela professora Ana Cláudia Silva, sendo a primeira empresa criada no Brasil com intuito de representar com destaque crianças negras no material escolar.